# (11201) Talich
(11201) Talich ist ein Asteroid des äußeren Hauptgürtels, der am 13. März 1999 von der tschechischen Astronomin Lenka Kotková (damals noch unter ihrem Geburtsnamen Lenka Šarounová) an der Sternwarte Ondřejov (IAU-Code 557) in Ondřejov u Prahy entdeckt wurde. Unbestätigte Sichtungen des Asteroiden hatte es vorher schon unter der vorläufigen Bezeichnung 1977 RD13 am 9. und 10. September 1977 am Palomar-Observatorium in Kalifornien gegeben.
Die Umlaufbahn des Asteroiden um die Sonne hat mit 0,0649 eine niedrigere Exzentrizität. Die Bahnneigung von (11201) Talich ist mit knapp 1° ebenfalls gering.
Der Asteroid ist Mitglied der Koronis-Familie, einer Gruppe von Asteroiden, die nach (158) Koronis benannt ist. Die zeitlosen (nichtoskulierenden) Bahnelemente von (11201) Talich sind fast identisch mit denjenigen des größeren Asteroiden (7210) Darius und der kleineren Asteroiden (55691) 3028 T-2, (88045) 2000 VC5, (170751) 2004 BC163, (173801) 2001 SE225, (179322) 2001 WF44 und (355068) 2006 SC219. Der Größenvergleich geht alleine von der Absoluten Helligkeit aus, da die Durchmesser der Himmelskörper nicht bekannt sind.
(11201) Talich wurde am 28. Januar 2002 nach dem tschechischen Dirigenten Václav Talich (1883–1961) benannt, der als einer der bedeutendsten tschechischen Dirigenten des 20. Jahrhunderts angesehen wird.